# Psychosocial
Psychosocial ist ein Lied der US-amerikanischen Metal-Band Slipknot. Es wurde am 7. Juli 2008 als zweite Single aus deren vierten Studioalbum All Hope Is Gone ausgekoppelt.

## Musikvideo
Das dazugehörige Musikvideo wurde unter der Leitung von P.R. Brown gedreht, der auch bei den weiteren Musikvideos zu den Singles von All Hope Is Gone Regie führte. Gedreht wurde es in den Sound Farm Studios in Jamaica, Iowa am 30. Juni 2008. Das Video zeigt die Band am besagten Ort. Sie führen den Song in der Dunkelheit bei lodernem Feuer auf.

## Rezeption und Sonstiges
Der Song war 2009 bei der 51. Grammy-Verleihung in der Kategorie Best Metal Performance nominiert. Die Band war mit diesem Lied zum siebten Mal für einen Grammy nominiert. Letzten Endes ging der Preis jedoch an Metallica für My Apocalypse. Auch bei den MTV Video Music Awards 2008 konnte sich der Song nicht in der Kategorie Best Rock Video durchsetzen. Weitere Nominierungen waren außerdem bei den Fuse Awards 2008 in der Kategorie Best Video und bei den Kerrang! Awards 2009 in der Kategorie Best Single. Bei den Revolver Golden Gods Awards gewann der Song in der Kategorie Best Riff. Auch bei den Total Guitar Reader Awards in den Kategorien Best Video und Solo of the Year, konnten Slipknot mit Psychosocial jeweils eine Auszeichnung für sich beanspruchen.
Der Song ist in dem Videospiel Guitar Hero: Warriors of Rock spielbar und wird auch als Ergänzung zu den Spielen Rock Band und Rock Band 2 zum Download angeboten. Der Song ist Standard auf Slipknot-Konzerten.

## Versionen

### Promo-CD
1. Psychosocial (Radio Edit) – 3:57
2. Psychosocial – 4:43

### Vinyl
1. Psychosocial – 4:43
2. All Hope Is Gone – 4:44

### Digital
1. Psychosocial (Radio Edit) – 3:57

### Limited Edition
1. Psychosocial – 4:43
2. All Hope Is Gone – 4:44

## Kommerzieller Erfolg

### Chartplatzierungen
| ChartsChartplatzierungen     | Höchstplatzierung | Wochen |
| ---------------------------- | ----------------- | ------ |
| Deutschland (GfK)            | 31 (8 Wo.)        | 8      |
| Österreich (Ö3)              | 65 (2 Wo.)        | 2      |
| Vereinigtes Königreich (OCC) | 67 (8 Wo.)        | 8      |

### Auszeichnungen für Musikverkäufe
| Land/Region                  | Auszeichnungen für Musikverkäufe (Land/Region, Auszeichnung, Verkäufe) | Verkäufe |
| ---------------------------- | ---------------------------------------------------------------------- | -------- |
| Dänemark (IFPI)              | Gold                                                                   | 45.000   |
| Kanada (MC)                  | 3× Platin                                                              | 240.000  |
| Neuseeland (RMNZ)            | Platin                                                                 | 30.000   |
| Portugal (AFP)               | Gold                                                                   | 5.000    |
| Vereinigtes Königreich (BPI) | Platin                                                                 | 600.000  |
| Insgesamt                    | 2× Gold · 5× Platin ·                                                  | 920.000  |

Hauptartikel: Slipknot/Auszeichnungen für Musikverkäufe